# Bad Rippoldsau-Schapbach
Bad Rippoldsau-Schapbach ist das höchstgelegene Mineral- und Moorbad des Schwarzwaldes und eine Gemeinde im Landkreis Freudenstadt in Baden-Württemberg. Sie gehört zur Region Nordschwarzwald.

## Geografie

### Geografische Lage
Die Gemeinde liegt in Höhen von 370 bis 950 m ü. NHN im Wolftal, 15 Kilometer südwestlich von Freudenstadt am Südabhang des Kniebis.

### Gemeindegliederung
Die Gemeinde Bad Rippoldsau-Schapbach besteht aus den beiden ehemaligen Gemeinden Bad Rippoldsau und Schapbach mit insgesamt 35 Dörfern, Zinken, Höfen und Häusern.
Zur ehemaligen Gemeinde Bad Rippoldsau gehören die Zinken Absbach (Apsbach), Burgbach, Dollenbach, Holzwald, Klösterle, Reichenbach, Vor Seebach und Wolf, die Siedlung Althaus und die Häuser An der Talstraße, Beim Bad, Bergle, Gaisbach, Grafenbach, Kastelbach, Schwabach, Tös, Vor Burgbach und Vor Dollenbach.
Zur ehemaligen Gemeinde Schapbach gehören das Dorf Schapbach, die Zinken Glaswald, Hirschbach, Holdersbach, Salzbrunnen, Seebach, Sulz und Wildschapbach, die Gemeindeteile Obertal und Untertal und die Häuser Bäch, Kupferberg, Löchle, Rinken, Schwarzenbruch, Settig, Steig und Vor Seebach.
Im Gebiet der ehemaligen Gemeinde Schapbach liegen die Wüstung Schmiedsberg sowie das Schlössle, Standort einer 1428 erwähnten Burg.

## Geschichte

### Bis zur Gemeindefusion
Rippoldsau wurde erstmals 1179 urkundlich erwähnt. Die erste Erwähnung von Schapbach erfolgte 1220. Beide Gemeinden gehörten zum Besitz derer von Fürstenberg, den sie 1803 im Rahmen der Mediatisierung aufgrund des Reichsdeputationshauptschlusses an das Großherzogtum Baden abtreten mussten. In Baden kamen Rippoldsau und Schapbach zum Bezirksamt Wolfach, aus dem 1939 der Landkreis Wolfach entstand. 1945 wurde das Gebiet Teil der Französischen Besatzungszone. Die beiden Gemeinden kamen somit zum Nachkriegsland Südbaden, welches 1952 im Land Baden-Württemberg aufging. Als einzige Gemeinden des Landkreises Wolfach kamen Rippoldsau und Schapbach 1973 zum Landkreis Freudenstadt. In Bad Rippoldsau befand sich das Sanatorium Kurhaus Fürstenbau unter Leitung des Internisten R. Brandner. Am 1. Juli 1974 erfolgte die Vereinigung der Gemeinden Bad Rippoldsau und Schapbach zur Gemeinde Bad Rippoldsau-Schapbach.

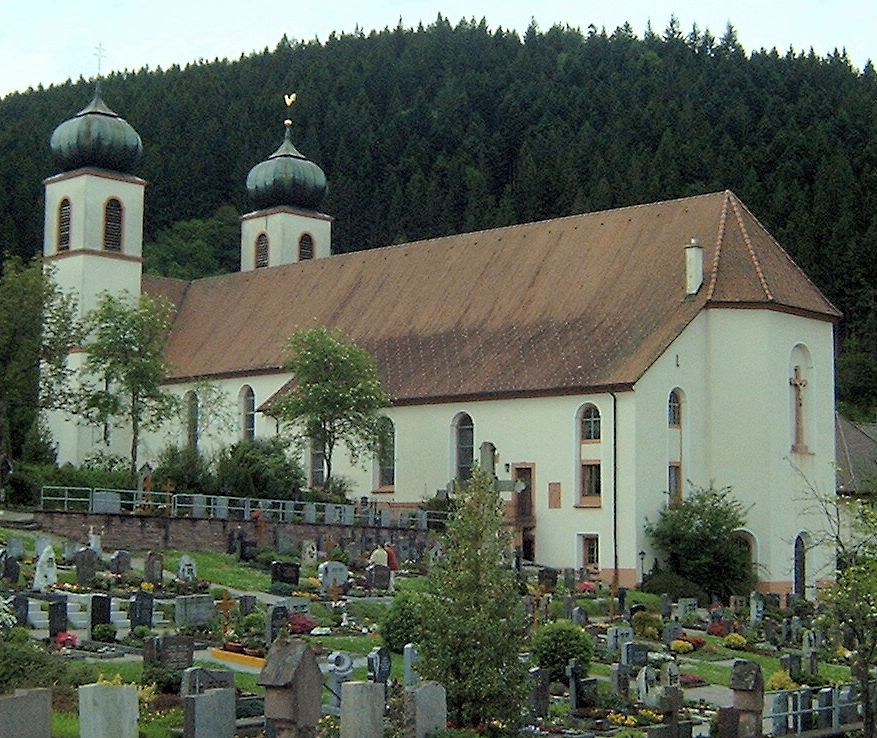
Die katholische Pfarrkirche St. Cyriak in Schapbach

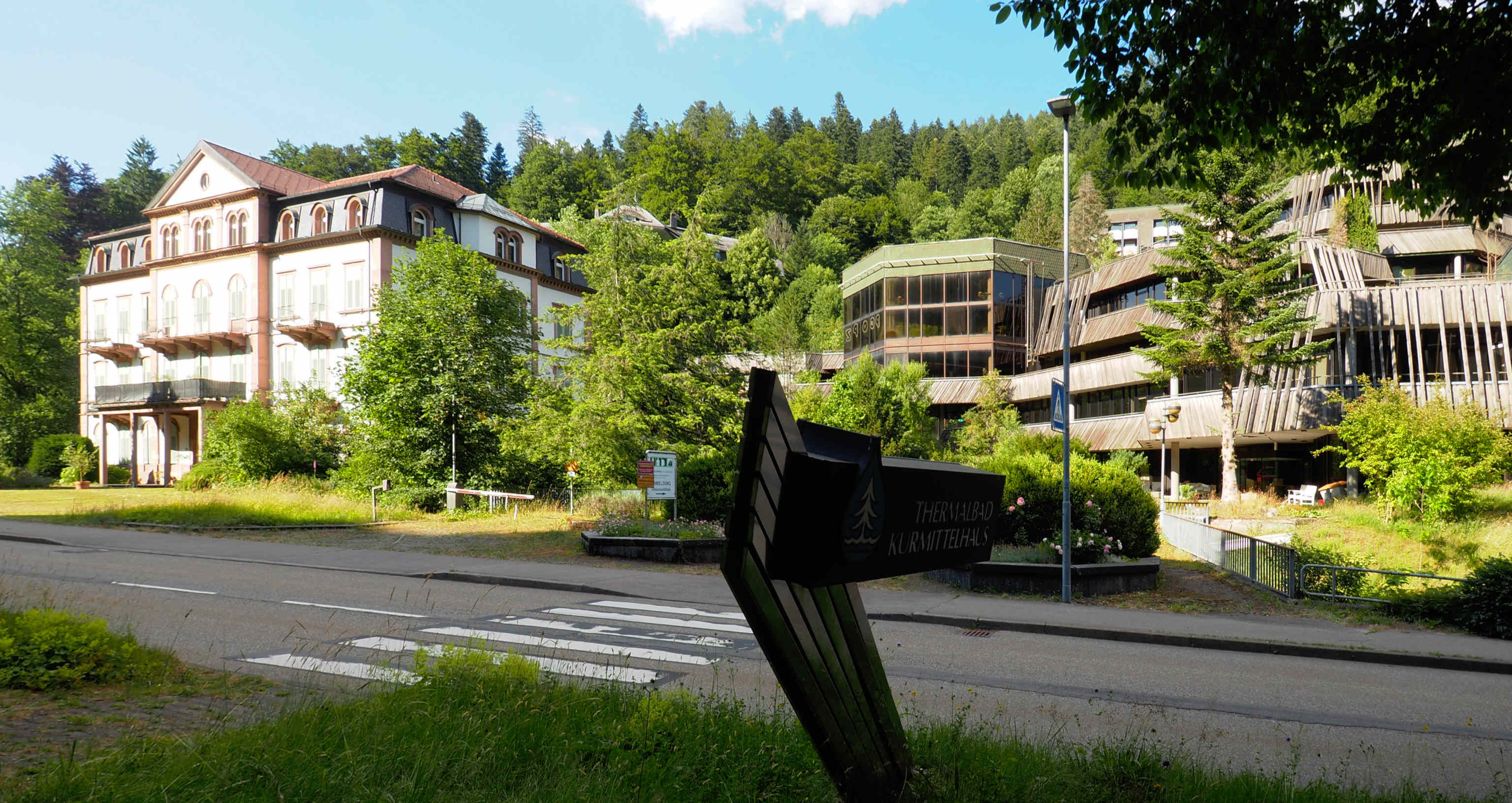
Kurzentrum Rippoldsau (Fürstenbau von 1865 und Schwarzwaldklinik von 1977, 2025 beide leerstehend)

### Religionen
In Rippoldsau wurde 1537 von Graf Wilhelm von Fürstenberg die Reformation eingeführt, aber bereits 1549 wieder zurückgenommen, sodass der Ort und vor allem das dort befindliche Priorat wieder römisch-katholisch wurden. Seit der Dekanatsreform am 1. Januar 2008 gehört Bad Rippoldsau-Schapbach mit der St.-Cyriak- und der Mater Delorosa-Kirche zum Dekanat Offenburg-Kinzigtal und gehört zudem zur Seelsorgeeinheit Oberes Wolftal.

### Einwohnerentwicklung
- 1961: 2630 Einwohner, davon in Bad Rippoldsau 1228 und in Schapbach 1402
- 1970: 2923 Einwohner, davon in Bad Rippoldsau 1359 und in Schapbach 1564
- 1980: 2535 Einwohner
- 1990: 2527 Einwohner
- 1995: 2447 Einwohner
- 2000: 2344 Einwohner
- 2005: 2322 Einwohner
- 2010: 2234 Einwohner
- 2015: 2121 Einwohner
- 2020: 2058 Einwohner

## Politik

### Gemeinderat
Der Gemeinderat in Bad Rippoldsau-Schapbach hat 10 Mitglieder. Er besteht aus den gewählten ehrenamtlichen Gemeinderäten und dem Bürgermeister als Vorsitzendem. Der Bürgermeister ist im Gemeinderat stimmberechtigt.
Die Die Kommunalwahl am 9. Juni 2024 führte zu folgendem Endergebnis. Die Wahlbeteiligung lag bei 72,88 % (2019: 70,1 %).
| Parteien und Wählergemeinschaften | Parteien und Wählergemeinschaften           | % 2024 | Sitze 2024 | % 2019 | Sitze 2019 | % 2014 | Sitze 2014 | % 2009 | Sitze 2009 |
| FWV                               | Freie Wählervereinigung                     | 45,88  | 5          | 53,8   | 5          | 42,8   | 4          | 58,3   | 7          |
| CDU                               | Christlich Demokratische Union Deutschlands | 54,12  | 5          | 46,2   | 5          | 57,2   | 6          | 41,7   | 5          |
| Gesamt                            | Gesamt                                      | 100    | 10         | 100    | 10         | 100    | 10         | 100    | 12         |

### Bürgermeister
Bürgermeister von Bad Rippoldsau-Schapbach ist seit 2007 Bernhard Waidele (CDU). Er wurde 2015 mit 57,6 % und 2023 mit 62,5 % der Stimmen wiedergewählt.

### Wappen
| Wappen der Gemeinde Bad Rippoldsau-Schapbach | Blasonierung: „In Silber (Weiß) eine eingebogene grüne Spitze, worin ein silberner (weißer) Schalenbrunnen mit aufsteigendem silbernen (weißen) Wasserstrahl, vorn eine bewurzelte grüne Tanne mit schwarzem Stamm, hinten ein aufgerichteter, rot bewehrter und rot bezungter schwarzer Wolf.“ |
| Wappen der Gemeinde Bad Rippoldsau-Schapbach | Wappenbegründung: Die im mittleren Schwarzwald gelegene Gemeinde ist durch Zusammenschluss von Bad Rippoldsau und Schapbach am 1. Juli 1974 entstanden. Ihre Gemarkung erstreckt sich über das obere Wolftal und seine Seitentäler. Die Heilquellen in Rippoldsau werden seit dem 16. Jahrhundert genutzt; 1933 erhielt der Ort das Prädikat „Bad“. Schapbach ist Luftkurort. Das Wappen weist mit dem redenden Bild des Wolfs, der Tanne und dem Brunnen auf die Lage der Gemeinde und die wirtschaftliche Bedeutung von Wald, Heilbad und Fremdenverkehr hin. Das Wappen wurde der Gemeinde Bad Rippoldsau-Schapbach – gemeinsam mit der Flagge – vom Landratsamt Freudenstadt am 3. März 1978 verliehen. |

Wappen der ehemals eigenständigen Gemeinden und heutigen Ortsteile

Rippoldsau
Schapbach

### Städtepartnerschaften
- La Tranche-sur-Mer, Frankreich

## Wirtschaft und Infrastruktur

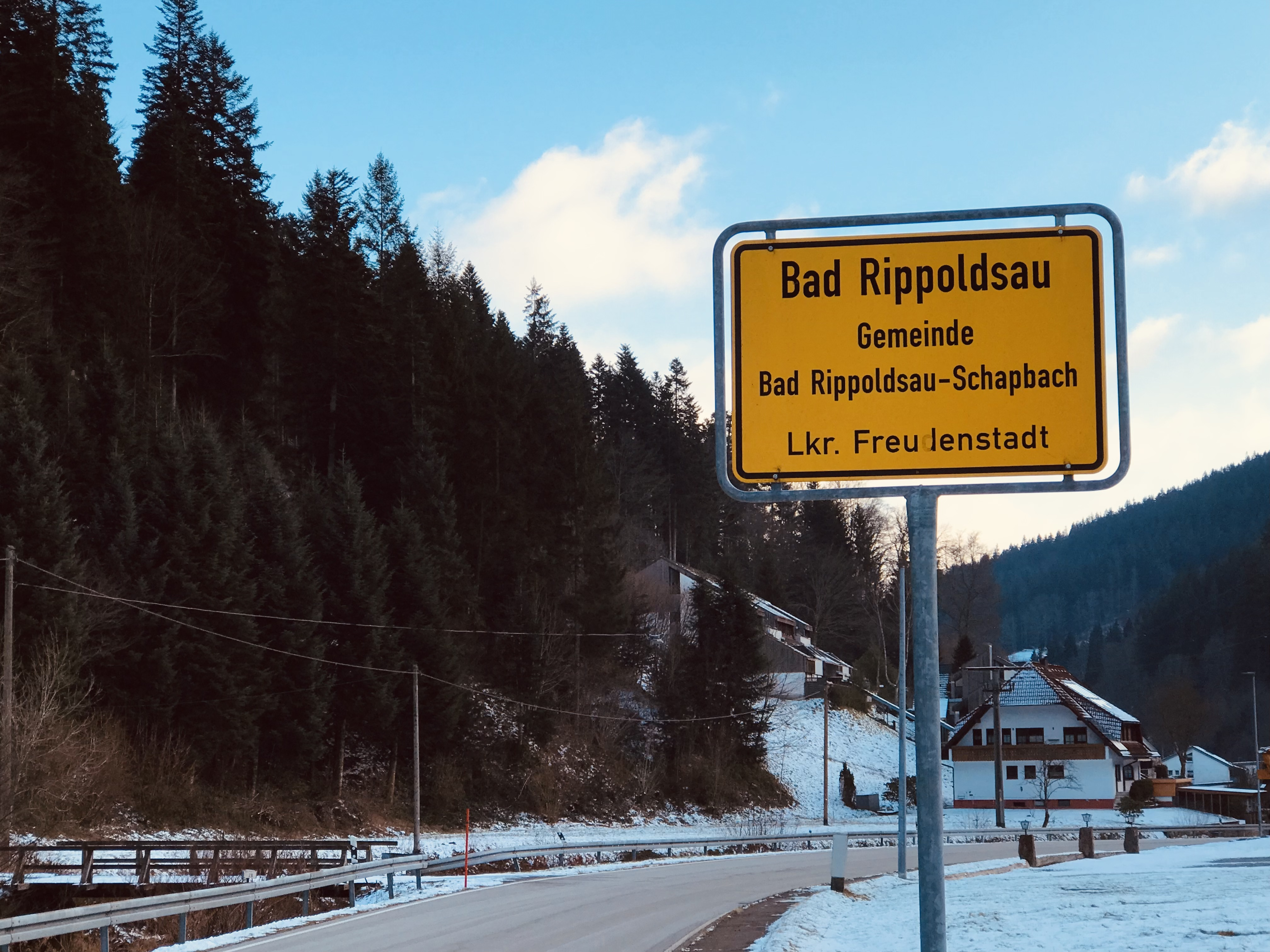
Ortseinfahrt Fürstenbergstraße (L96)

### Verkehr
Die Gemeinde ist nur über Landesstraßen zu erreichen. Über die Landesstraße 96 ist ein Anschluss an die Bundesstraße 28 gegeben.

### Ansässige Unternehmen
- ABB Kinderferienhaus[8]
- Peterstaler Mineralquellen

### Freizeit- und Sportanlagen
- Freibad in Schapbach
- Beachvolleyballplätze in beiden Ortsteilen
- Minigolfanlagen in beiden Ortsteilen
- Kunstrasenfußballplatz
- Tennisplätze (Sand)
- Leichtathletikanlage in Schapbach
- Alternativer Wolf- und Bärenpark Schwarzwald. Besichtigung von Wölfen und Bären in gestalteter Natur[9]

### Medien
Die Gemeinde war Drehort für mehrere Fernsehserien und Kinofilme:

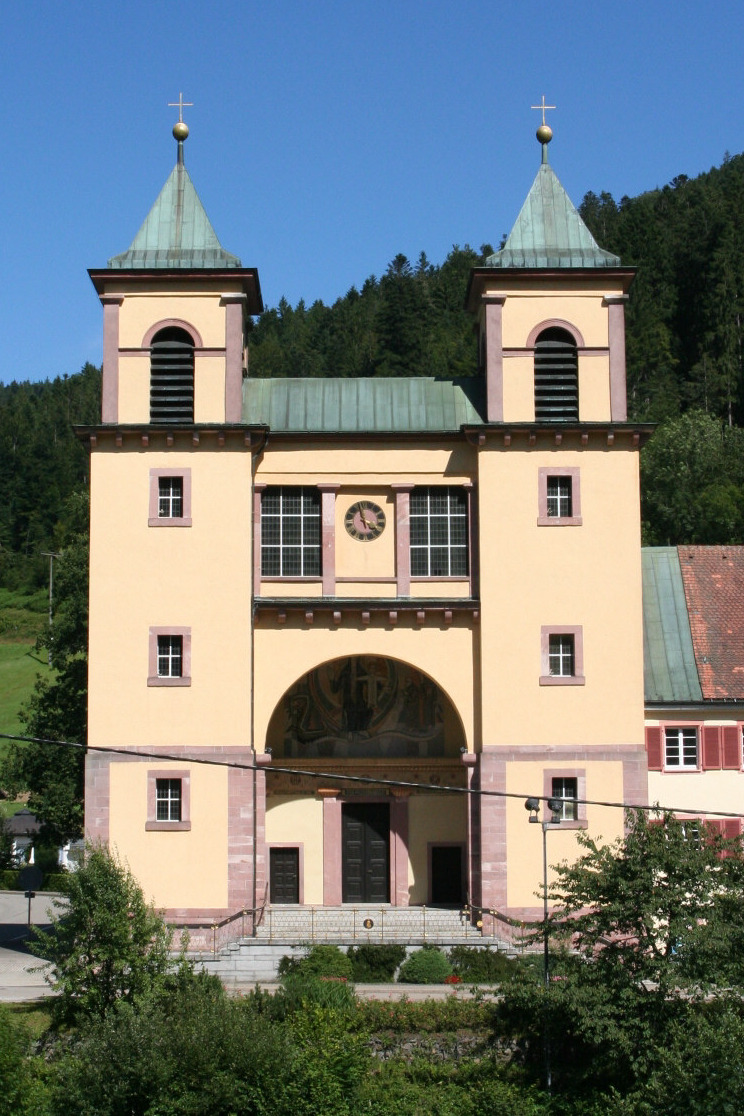
Bad Rippoldsau: Wallfahrtskirche Mater Dolorosa im Weinbrenner-Stil

- ZDF Schwarzwaldkrimi[10]

## Kultur und Sehenswürdigkeiten

### Bauwerke
- Die Wallfahrtskirche Mater Dolorosa in Bad Rippoldsau wurde 1829 von dem Weinbrenner-Schüler Christoph Arnold im klassizistischen Stil errichtet. Die Westfassade ist als monumentale Doppel-Turm-Anlage mit einem den Eingang freigebenden Triumphbogen ausgeführt. Über dem Hauptaltar der Kirche befindet sich das Wallfahrtsbild, eine Skulptur der schmerzhaften Gottesmutter. Hauptwallfahrtstag ist der Schmerzensfreitag vor dem Palmsonntag.
- Katholische Pfarrkirche St. Cyriak in Schapbach: Gotische, mehrfach erweiterte Kirche mit Doppelturmfassade im Westen.

### Naturdenkmäler
- Glaswaldsee
- Kastelstein
- Burgbachwasserfall

### Wanderwege
- Hansjakobweg I
- Westweg

## Persönlichkeiten
- Georg Michael Gaisser (1595–1655), Prior in St. Nikolaus und Herr im Klosterbad Rippoldsau während des Dreißigjährigen Krieges
- Christian Haldenwang (1770–1831), Künstler und Kupferstecher, bestattet in Bad Rippoldsau
- Christoph Arnold (1779–1844), Architekt, Erbauer der Rippoldsauer katholischen Kirche
- Joseph Victor von Scheffel (1826–1886), Schriftsteller, Dichter von Die Entstehung von Rippoldsau oder die Geschichte von Bruder Rippold und Die Schweden in Rippoldsau
- Heinrich Hansjakob (1837–1916), Schriftsteller, Autor zahlreicher Erzählungen über das Wolftal
- Jonas Dieterle (1845–1926), Pfarrer und Mitglied der Badischen Ständeversammlung
- Marc Rosenberg (1852–1930), Kunsthistoriker und Sammler, Besitzer des „Schlössle“ auf dem Schmiedsberg in Schapbach, wo Teile seiner Sammlungen untergebracht waren[11]
- Otto Goeringer (1853–1920), Hotelier und Betreiber des Kurbads
- Rainer Maria Rilke (1875–1926), Lyriker, Kurgast in Bad Rippoldsau
- Otto Kuner (1879–1953), Jurist und Politiker (BCSV, CDU), in Bad Rippoldsau geboren
- August Kramer (1900–1979), Lehrer und Politiker (NSDAP), in Bad Rippoldsau-Schapbach gestorben
- Anna Schmid (1928–2010), langjährige Leiterin des Rippoldsauer Altenwerkes, Trägerin des Bundesverdienstkreuzes
- Adolf J. Schmid (1934–2011), Schulleiter, Heimatforscher, Ehrenbürger der Gemeinde
- Chris Weller (* 1957), Musiker und Komponist, aufgewachsen in Schapbach
- Ralf Bernd Herden (* 1960), Rechtsanwalt, Bürgermeister von 1991 bis 2007
- Wolfram Lotz (* 1981), Theaterautor, aufgewachsen in Bad Rippoldsau